# Теннисный чемпионат Дубая
Теннисный чемпионат Дубая (англ. Dubai Duty Free Tennis Championships) — профессиональный теннисный турнир, проводимый в феврале в Дубае (ОАЭ) на хардовых кортах местного Aviation Club Tennis Centre. Мужской турнир относится к серии ATP 500 с призовым фондом около 3,4 миллионов долларов и турнирной сеткой, рассчитанной на 32 участника в одиночном разряде и 16 пар; а женский к серии WTA 1000 с призовым фондом около 3,7 миллионов долларов. Турнирной сетка у женщин рассчитана на 56 участниц в одиночном разряде и 28 пар.

## Общая информация
История турнира
Дубайское соревнование организовано как мужской турнир накануне сезона-1993, когда местные организаторы выкупили у приза в бразильском Масейо лицензию чемпионата базовой категории основного тура ATP. Новый приз вошёл в околоевропейскую хардовую серию, расположенную в календаре между Открытым чемпионатом Австралии и крупным чемпионатом в Индиан-Уэлсе. В 2001 году организаторам удалось поднять статус своего приза на одну ступень градации, когда организаторы турнира в Лондоне, испытывая проблемы с поиском нового титульного спонсора, вынуждены были сначала добровольно понизить статус своего чемпионата, а позже и перевести его в Милан. В этом же году дубайский приз расширил своё соревнование, организовав внутри себя ещё и женский приз: местные организаторы воспользовались финансовыми проблемами ещё одного европейского приза — в немецком Ганновере — выкупив его лицензию соревнования второй категории WTA. Через несколько лет дубайцы, вместе со своими соседями из Катара, смогли выкупить у ассоциации и более статусную категорию — WTA Premier 5, договорившись о взаимной ротации этого статуса между своими турнирами c трёхлетним циклом: очередь турнира в ОАЭ впервые настала в 2009-11 годах. С 2015 по 2023 год относился в чётные года к серии WTA 1000, в нечётные года к серии WTA 500, а с 2023 года каждый год относится к серии WTA 1000.
Одним из руководителей соревнования является эмир Дубая Мохаммед ибн Рашид аль-Мактум.
Скандал-2009
Не самые дружеские отношения арабского мира и Израиля отразились и на функционировании дубайского чемпионата: накануне турнира-2009 местные власти отказали во въездной визе в ОАЭ израильской теннисистке Шахар Пеер, по спортивным показателям отобравшейся в основную сетку их одиночного турнира. Данное событие вызвало большую критику и недовольство со стороны теннисистов, руководителей протуров и телекомпаний. В итоге несколько спортсменов в последний момент отказались от участия в соревновании, а WTA оштрафовала организаторов на 300 тысяч долларов, обязав их через год предоставить Шахар возможность сыграть их турнир, а если она не сможет отобраться в основу их одиночного турнира по спортивным показателям — предоставить ей специальное приглашение в этот турнир. Рейтинговые очки, которые Пеер должна была защищать на той неделе, были сохранены в её очковом балансе ещё на год. Израильтянке и её партнёрша по парному соревнования Анна-Лена Грёнефельд, также получили финансовую компенсацию за пропуск того соревнования (сумма была высчитана исходя из их среднего заработка в сезоне-2008 и скорректирована с учётом роста призовых в 2009 году. В 2010 году дубайские организаторы выполнили все требования протуров, однако, по соображениям безопасности, ни разу не дали Шахар сыграть на центральном корте, при том, что она добралась в том сезоне до полуфинальной стадии.
Победители и финалисты
Рекордсменом мужского одиночного турнира по числу побед является швейцарец Роджер Федерер, восемь раз выигрывавшим местный титул между 2003 и 2019 годами. Четыре титула счету серба Новака Джоковича. Аналогичный приз у женщин более разнообразен по числу победителей, но и здесь есть многократные чемпионки: четыре победы на счету Жюстин Энен и три — у Винус Уильямс.
В парном соревновании среди мужчин пять побед на счету индийца Махеша Бхупати, а ещё три раза сильнейшим наместным кортом становился его соотечественник Рохан Бопанна (в 2012 году индийцы выиграли местный турнир в составе одной команды). У женщин единоличной рекордсменкой соревнования по числу побед является южноафриканка Лизель Хубер, пять раз завоёвывавшая титул на местных кортах, в том числе трижды — вместе с зимбабвийкой Карой Блэк.
За всё время существования турнира его титульный матч лишь раз — в мужском одиночном соревновании 2001 года — завершался досрочной победой одного из соперников: тогда Марат Сафин не смог доиграть игру против Хуана Карлоса Ферреро.

## Финалы турнира

### Одиночный разряд
| Год  | Победитель            | Финалист            | Счёт            |
| ---- | --------------------- | ------------------- | --------------- |
| 2025 | Стефанос Циципас      | Феликс Оже-Альяссим | 6-3 6-3         |
| 2024 | Юго Эмбер             | Александр Бублик    | 6-4 6-3         |
| 2023 | Даниил Медведев       | Андрей Рублёв       | 6-2 6-2         |
| 2022 | Андрей Рублёв         | Иржи Веселый        | 6-3 6-4         |
| 2021 | Аслан Карацев         | Ллойд Харрис        | 6-3 6-2         |
| 2020 | Новак Джокович (5)    | Стефанос Циципас    | 6-3 6-4         |
| 2019 | Роджер Федерер (8)    | Стефанос Циципас    | 6-4 6-4         |
| 2018 | Роберто Баутиста Агут | Люка Пуй            | 6-3 6-4         |
| 2017 | Энди Маррей           | Фернандо Вердаско   | 6-3 6-2         |
| 2016 | Станислас Вавринка    | Маркос Багдатис     | 6-4 7-6(13)     |
| 2015 | Роджер Федерер (7)    | Новак Джокович      | 6-3 7-5         |
| 2014 | Роджер Федерер (6)    | Томаш Бердых        | 3-6 6-4 6-3     |
| 2013 | Новак Джокович (4)    | Томаш Бердых        | 7-5 6-3         |
| 2012 | Роджер Федерер (5)    | Энди Маррей         | 7-5 6-4         |
| 2011 | Новак Джокович (3)    | Роджер Федерер      | 6-3 6-3         |
| 2010 | Новак Джокович (2)    | Михаил Южный        | 7-5 5-7 6-3     |
| 2009 | Новак Джокович        | Давид Феррер        | 7-5 6-3         |
| 2008 | Энди Роддик           | Фелисиано Лопес     | 6-7(8) 6-4 6-2  |
| 2007 | Роджер Федерер (4)    | Михаил Южный        | 6-4 6-3         |
| 2006 | Рафаэль Надаль        | Роджер Федерер      | 2-6 6-4 6-4     |
| 2005 | Роджер Федерер (3)    | Иван Любичич        | 6-1 6-7(6) 6-3  |
| 2004 | Роджер Федерер (2)    | Фелисиано Лопес     | 4-6 6-1 6-2     |
| 2003 | Роджер Федерер        | Иржи Новак          | 6-1 7-6(2)      |
| 2002 | Фабрис Санторо        | Юнес Эль-Айнауи     | 6-4 3-6 6-3     |
| 2001 | Хуан Карлос Ферреро   | Марат Сафин         | 6-2 3-1 — отказ |
| 2000 | Николас Кифер         | Хуан Карлос Ферреро | 7-5 4-6 6-3     |
| 1999 | Жером Гольмар         | Николас Кифер       | 6-4 6-2         |
| 1998 | Алекс Корретха        | Феликс Мантилья     | 7-6(0) 6-1      |
| 1997 | Томас Мустер          | Горан Иванишевич    | 7-5 7-6(3)      |
| 1996 | Горан Иванишевич      | Альберт Коста       | 6-4 6-3         |
| 1995 | Уэйн Феррейра         | Андреа Гауденци     | 6-3 6-3         |
| 1994 | Магнус Густафссон     | Серхи Бругера       | 6-4 6-2         |
| 1993 | Карел Новачек         | Фабрис Санторо      | 6-4 7-5         |

| Год  | Победительница         | Финалистка           | Счёт           |
| ---- | ---------------------- | -------------------- | -------------- |
| 2025 | Мирра Андреева         | Клара Таусон         | 7-6(1) 6-1     |
| 2024 | Жасмин Паолини         | Анна Калинская       | 4-6 7-5 7-5    |
| 2023 | Барбора Крейчикова     | Ига Свёнтек          | 6-4 6-2        |
| 2022 | Елена Остапенко        | Вероника Кудерметова | 6-0 6-4        |
| 2021 | Гарбинье Мугуруса      | Барбора Крейчикова   | 7-6(6) 6-3     |
| 2020 | Симона Халеп (2)       | Елена Рыбакина       | 3-6 6-3 7-6(5) |
| 2019 | Белинда Бенчич         | Петра Квитова        | 6-3 1-6 6-2    |
| 2018 | Элина Свитолина (2)    | Дарья Касаткина      | 6-4 6-0        |
| 2017 | Элина Свитолина        | Каролина Возняцки    | 6-4 6-2        |
| 2016 | Сара Эррани            | Барбора Стрыцова     | 6-0 6-2        |
| 2015 | Симона Халеп           | Каролина Плишкова    | 6-4 7-6(4)     |
| 2014 | Винус Уильямс (3)      | Ализе Корне          | 6-3 6-0        |
| 2013 | Петра Квитова          | Сара Эррани          | 6-2 1-6 6-1    |
| 2012 | Агнешка Радваньская    | Юлия Гёргес          | 7-5 6-4        |
| 2011 | Каролина Возняцки      | Светлана Кузнецова   | 6-1 6-3        |
| 2010 | Винус Уильямс (2)      | Виктория Азаренко    | 6-3 7-5        |
| 2009 | Винус Уильямс          | Виржини Раззано      | 6-4 6-2        |
| 2008 | Елена Дементьева       | Светлана Кузнецова   | 4-6 6-3 6-2    |
| 2007 | Жюстин Энен (4)        | Амели Моресмо        | 6-4 7-5        |
| 2006 | Жюстин Энен-Арденн (3) | Мария Шарапова       | 7-5 6-2        |
| 2005 | Линдсей Дэвенпорт      | Елена Янкович        | 6-4 3-6 6-4    |
| 2004 | Жюстин Энен-Арденн (2) | Светлана Кузнецова   | 7-6(3) 6-3     |
| 2003 | Жюстин Энен-Арденн     | Моника Селеш         | 4-6 7-6(4) 7-5 |
| 2002 | Амели Моресмо          | Сандрин Тестю        | 6-4 7-6(3)     |
| 2001 | Мартина Хингис         | Натали Тозья         | 6-4 6-4        |

### Парный разряд
| Год  | Победители                             | Финалисты                            | Счёт               |
| ---- | -------------------------------------- | ------------------------------------ | ------------------ |
| 2025 | Юки Бхамбри Алексей Попырин            | Генри Паттен Харри Хелиёваара        | 3-6 7-6(12) [10-8] |
| 2024 | Таллон Грикспор Ян-Леннард Штруфф      | Иван Додиг Остин Крайчек             | 6–4 4–6 [10–6]     |
| 2023 | Максим Кресси Фабрис Мартен            | Ллойд Гласспул Харри Хелиёваара      | 7-6(2) 6-4         |
| 2022 | Майкл Винус (2) Тим Пютц               | Никола Мектич Мате Павич             | 6-3 6-7(5) [16-14] |
| 2021 | Хуан Себастьян Кабаль Роберт Фара      | Никола Мектич Мате Павич             | 7-6(0) 7-6(4)      |
| 2020 | Майкл Винус Джон Пирс                  | Равен Класен Оливер Марах            | 6-3 6-2            |
| 2019 | Раджив Рам Джо Солсбери                | Бен Маклахлан Ян-Леннард Штруфф      | 7-6(4) 6-3         |
| 2018 | Жан-Жюльен Ройер (2) Хория Текэу (2)   | Леандер Паес Джеймс Серретани        | 6-2 7-6(2)         |
| 2017 | Жан-Жюльен Ройер Хория Текэу           | Рохан Бопанна Марцин Матковский      | 4-6 6-3 [10-3]     |
| 2016 | Симоне Болелли Андреас Сеппи           | Марк Лопес Фелисиано Лопес           | 6-2 3-6 [14-12]    |
| 2015 | Рохан Бопанна (3) Даниэль Нестор (2)   | Ненад Зимонич Айсам-уль-Хак Куреши   | 6-4 6-1            |
| 2014 | Рохан Бопанна (2) Айсам-уль-Хак Куреши | Ненад Зимонич Даниэль Нестор         | 6-4 6-3            |
| 2013 | Махеш Бхупати (5) Микаэль Льодра       | Ненад Зимонич Роберт Линдстедт       | 7-6(6) 7-6(6)      |
| 2012 | Рохан Бопанна (4) Махеш Бхупати        | Марцин Матковский Мариуш Фирстенберг | 6-4 3-6 [10-5]     |
| 2011 | Сергей Стаховский Михаил Южный         | Фелисиано Лопес Жереми Шарди         | 4-6 6-3 [10-3]     |
| 2010 | Симон Аспелин Пол Хенли (2)            | Лукаш Длоуги Леандер Паес            | 6-2 6-3            |
| 2009 | Рик де Вуст Дмитрий Турсунов           | Мартин Дамм Роберт Линдстедт         | 4-6 6-3 [10-5]     |
| 2008 | Махеш Бхупати (3) Марк Ноулз (2)       | Павел Визнер Мартин Дамм             | 7-5 7-6(7)         |
| 2007 | Ненад Зимонич Фабрис Санторо (2)       | Махеш Бхупати Радек Штепанек         | 7-5 6-7(3) [10-7]  |
| 2006 | Кевин Ульетт Пол Хенли                 | Даниэль Нестор Марк Ноулз            | 1-6 6-2 [10-1]     |
| 2005 | Мартин Дамм Радек Штепанек             | Йонас Бьоркман Фабрис Санторо        | 6-2 6-4            |
| 2004 | Махеш Бхупати (2) Фабрис Санторо       | Йонас Бьоркман Леандер Паес          | 6-2 4-6 6-4        |
| 2003 | Леандер Паес (2) Давид Рикл (2)        | Уэйн Блэк Кевин Ульетт               | 6-3 6-0            |
| 2002 | Даниэль Нестор Марк Ноулз              | Джошуа Игл Сэндон Столл              | 3-6 6-3 [13-11]    |
| 2001 | Джошуа Игл Сэндон Столл (2)            | Ненад Зимонич Даниэль Нестор         | 6-4 6-4            |
| 2000 | Иржи Новак Давид Рикл                  | Робби Кёниг Питер Трамакки           | 6-2 7-5            |
| 1999 | Уэйн Блэк Сэндон Столл                 | Дэвид Адамс Джон-Лаффни де Ягер      | 4-6 6-1 6-4        |
| 1998 | Махеш Бхупати Леандер Паес             | Дональд Джонсон Франсиско Монтана    | 6-2 7-5            |
| 1997 | Сандер Грён Горан Иванишевич           | Сэндон Столл Цирил Сук               | 7-6 6-3            |
| 1996 | Байрон Блэк (2) Грант Коннелл (2)      | Иржи Новак Карел Новачек             | 6-0 6-1            |
| 1995 | Патрик Гэлбрайт Грант Коннелл          | Томас Карбонель Франсиско Ройг       | 6-2 4-6 6-3        |
| 1994 | Тодд Вудбридж Марк Вудфорд             | Даррен Кэхилл Джон Фицджеральд       | 6-7 6-4 6-2        |
| 1993 | Джон Фицджеральд Андерс Яррид          | Патрик Гэлбрайт Грант Коннелл        | 6-2 6-1            |

| Год  | Победительницы                                    | Финалистки                             | Счёт              |
| ---- | ------------------------------------------------- | -------------------------------------- | ----------------- |
| 2025 | Катерина Синякова (2) Тейлор Таунсенд             | Се Шувэй Елена Остапенко               | 7-6(5) 6-4        |
| 2024 | Катерина Синякова Сторм Хантер                    | Николь Мелихар-Мартинес Эллен Перес    | 6-4 6-2           |
| 2023 | Вероника Кудерметова (2) Людмила Самсонова        | Латиша Чан Чжань Хаоцин                | 6-4 6-7(4) [10-1] |
| 2022 | Вероника Кудерметова Элизе Мертенс                | Людмила Киченок Елена Остапенко        | 6-1 6-3           |
| 2021 | Алекса Гуарачи Дарья Юрак (2)                     | Сюй Ифань Ян Чжаосюань                 | 6-0 6-3           |
| 2020 | Се Шувэй (2) Барбора Стрыцова (2)                 | Барбора Крейчикова Чжэн Сайсай         | 7-5 3-6 [10-5]    |
| 2019 | Се Шувэй Барбора Стрыцова                         | Луция Градецкая Екатерина Макарова     | 6-4 6-4           |
| 2018 | Чжань Хаоцин Ян Чжаосюань                         | Пэн Шуай Се Шувэй                      | 4-6 6-2 [10-6]    |
| 2017 | Елена Веснина Екатерина Макарова                  | Андреа Главачкова Пэн Шуай             | 6-2 4-6 [10-7]    |
| 2016 | Чжуан Цзяжун Дарья Юрак                           | Каролин Гарсия Кристина Младенович     | 6-4 6-4           |
| 2015 | Тимея Бабош Кристина Младенович                   | Гарбинье Мугуруса Карла Суарес Наварро | 6-3 6-2           |
| 2014 | Алла Кудрявцева Анастасия Родионова               | Ракель Копс-Джонс Абигейл Спирс        | 6-2 5-7 [10-8]    |
| 2013 | Бетани Маттек-Сандс Саня Мирза                    | Надежда Петрова Катарина Среботник     | 6-4 2-6 [10-7]    |
| 2012 | Лиза Реймонд Лизель Хубер (5)                     | Елена Веснина Саня Мирза               | 6-2 6-1           |
| 2011 | Мария Хосе Мартинес Санчес (2) Лизель Хубер (4)   | Квета Пешке Катарина Среботник         | 7-6(5) 6-3        |
| 2010 | Нурия Льягостера Вивес Мария Хосе Мартинес Санчес | Квета Пешке Катарина Среботник         | 7-6(5) 6-4        |
| 2009 | Кара Блэк (3) Лизель Хубер (3)                    | Мария Кириленко Агнешка Радваньская    | 6-3 6-3           |
| 2008 | Кара Блэк (2) Лизель Хубер (2)                    | Чжэн Цзе Янь Цзы                       | 7-5 6-2           |
| 2007 | Кара Блэк Лизель Хубер                            | Светлана Кузнецова Алисия Молик        | 7-6(5) 6-4        |
| 2006 | Квета Пешке Франческа Скьявоне                    | Светлана Кузнецова Надежда Петрова     | 3-6 7-6 6-3       |
| 2005 | Вирхиния Руано Паскуаль Паола Суарес              | Светлана Кузнецова Алисия Молик        | 6-7 6-2 6-1       |
| 2004 | Жанетта Гусарова Кончита Мартинес                 | Светлана Кузнецова Елена Лиховцева     | 6-0 1-6 6-3       |
| 2003 | Светлана Кузнецова Мартина Навратилова            | Кара Блэк Елена Лиховцева              | 6-3 7-6           |
| 2002 | Мария Венто Кабчи Барбара Риттнер                 | Роберта Винчи Сандрин Тестю            | 6-3 6-2           |
| 2001 | Яюк Басуки Каролина Вис                           | Карина Габшудова Оса Свенссон          | 6-0 4-6 6-2       |